# White on Blonde
Albums de Texas
Ricks Road
(1993) The Hush
(1999)
White on Blonde est le quatrième album studio du groupe écossais Texas, sorti début février 1997 et publié par Mercury.

## Titres
| No  | Titre                                            | Auteur                                                   | Producteur(s)                    | Durée |
| --- | ------------------------------------------------ | -------------------------------------------------------- | -------------------------------- | ----- |
| 1.  | Sans titre (Introduction)                        | Johnny McElhone, Sharleen Spiteri                        | Texas                            | 0:34  |
| 2.  | Say What You Want                                | McElhone, Spiteri                                        | Texas                            | 3:53  |
| 3.  | Drawing Crazy Patterns                           | McElhone, Spiteri                                        | Texas                            | 3:52  |
| 4.  | Halo                                             | McElhone, Spiteri                                        | Texas, Mike Hedges               | 4:10  |
| 5.  | Put Your Arms Around Me                          | McElhone, Spiteri, Dave Stewart, Robert Hodgens          | Dave Stewart, Texas              | 4:33  |
| 6.  | Insane                                           | McElhone, Spiteri                                        | Texas, Hedges                    | 4:45  |
| 7.  | Black Eyed Boy                                   | McElhone, Spiteri, Eddie Campbell, Richard Hynd, Hodgens | Texas                            | 3:10  |
| 8.  | Polo Mint City                                   | McElhone, Spiteri                                        | Texas                            | 1:37  |
| 9.  | White on Blonde                                  | McElhone, Spiteri                                        | Texas                            | 3:46  |
| 10. | Postcard                                         | McElhone, Spiteri                                        | Texas                            | 4:00  |
| 11. | 0.28 (Interlude)                                 | McElhone, Spiteri                                        | Texas                            | 0:28  |
| 12. | Ticket to Lie                                    | McElhone, Spiteri, Hodgens                               | Texas                            | 3:31  |
| 13. | Good Advice                                      | McElhone, Spiteri, Mark Rae, Steve Christian             | Texas, Mark Rae, Steve Christian | 4:50  |
| 14. | Breathless                                       | McElhone, Spiteri                                        | Texas, Hedges                    | 3:55  |
| 15. | Sunday Is the Saddest Day (Japanese bonus track) |                                                          |                                  | 4:11  |

| 15. | Say What You Want (Mary Anne Hobbs acoustic session) |                                            |  |
| 16. | Halo (808 mix)                                       |                                            |  |
| 17. | Black Eyed Boy (Neo-Northern Bossa Nova mix)         | McElhone, Spiteri, Campbell, Hynd, Hodgens |  |
| 18. | Sorry                                                |                                            |  |
| 19. | Say What You Want (Rae & Christian mix)              |                                            |  |

| 1. | Say What You Want (Music video)       |  |
| 2. | Halo (Music video)                    |  |
| 3. | Black Eyed Boy (Music video)          |  |
| 4. | Put Your Arms Around Me (Music video) |  |
| 5. | Sing Along                            |  |
| 6. | Riff Guide                            |  |
| 7. | Chords                                |  |
| 8. | Three Level Quiz                      |  |

## Classements
| Classement (1997)                  | Meilleure place |
| ---------------------------------- | --------------- |
| Allemagne (Media Control AG)       | 44              |
| Australie (ARIA)                   | 25              |
| Autriche (Ö3 Austria Top 40)       | 32              |
| Belgique (Flandre Ultratop)        | 8               |
| Belgique (Wallonie Ultratop)       | 15              |
| Écosse (OCC)                       | 1               |
| Finlande (Suomen virallinen lista) | 37              |
| France (SNEP)                      | 2               |
| Norvège (VG-lista)                 | 17              |
| Nouvelle-Zélande (RIANZ)           | 36              |
| Pays-Bas (Mega Album Top 100)      | 21              |
| Royaume-Uni (UK Albums Chart)      | 1               |
| Suède (Sverigetopplistan)          | 12              |
| Suisse (Schweizer Hitparade)       | 25              |

| Classement (1997) | Meilleure place |
| ----------------- | --------------- |
| France (SNEP)     | 21              |

## Certifications
| Pays              | Certification | Date            | Ventes    |
| ----------------- | ------------- | --------------- | --------- |
| Belgique (BEA)    | Or            | 1997            | 25 000    |
| France (SNEP)     | Platine       | 1997            | 438 000   |
| Royaume-Uni (BPI) | 6 × Platine   | 14 janvier 2000 | 1 800 000 |
| Suisse (IFPI)     | Platine       | 1998            | 50 000    |